# 콜 오브 듀티
《콜 오브 듀티》(Call of Duty)는 1인칭 및 3인칭 슈팅 컴퓨터/비디오 게임 미디어 프랜차이즈 시리즈이다. 초기에는 PC 전용으로 발매되고 추후 가정용 콘솔이나 휴대용 콘솔 전용으로 발매되기도 하였으며 시리즈 외 스핀 오브 작품도 다수 발매되었다. 초기에는 《콜 오브 듀티》, 《콜 오브 듀티 2》, 《콜 오브 듀티 3(콘솔)》과 같은 제 2차 세계 대전을 소재로 다뤘으며, 《콜 오브 듀티 4: 모던 워페어》를 시작으로 현대전을 다룬 작품도 등장했다. 2007년 11월에 발매된 《콜 오브 듀티 4: 모던 워페어》, 《콜 오브 듀티: 월드 앳 워》, 《콜 오브 듀티: 모던 워페어 2》, 《콜 오브 듀티: 블랙 옵스》는 냉전을, 《콜 오브 듀티: 모던 워페어 3》와 《콜 오브 듀티:블랙 옵스 2》는 근 미래전을, 《콜 오브 듀티 고스트》는 2025년경을 배경으로 하고 있다.

현재 액티비전에서 배포, 소유하고 있으며 개발은 주로 인피니티 워드에서 개발하고 있고 그 외 트레이아크, 그레이 메터 인터엑티브, 노키아, 에작트 엔터테인먼트, 스파크 언리미티드, 아마즈 엔터테인먼트, n-스페이스, Aspyr, 리벨레온 디벌로먼츠, 아이디어웍스 게임 스튜디오, 슬레지헤머 게임즈, n시게이트 게임즈에서 개발하기도 했으며 아이디 테크 3, Treyarch NGL, IW 5.0 등 사용된 엔진 또한 다양하다. 게임 시리즈 외 피규어, 카드 게임, 만화책 등 다양한 미디어 믹스 작품이 나오기도 한다. 2011년 11월 기준, 콜 오브 듀티 시리즈 통틀어서 약 1억 장이 팔리고 2011년에 발매된 온라인 게임 《콜 오브 듀티: 모던 워페어 3》는 동시접속자 수 160만 명을 기록하고 있으며, 모바일 버전도 나온 상태이다.

## 주요 시리즈
| 출시일 | 타이틀                          | PC             | 6세대            | 7세대          | 8세대                         | 핸드헬드           | 개발자                          |
| ------ | ------------------------------- | -------------- | ---------------- | -------------- | ----------------------------- | ------------------ | ------------------------------- |
| 2003   | 콜 오브 듀티                    | 윈도우, macOS  | 빈칸             | X360, PS3      | 빈칸                          | N-게이지           | 인피니티 워드                   |
| 2005   | 콜 오브 듀티 2                  | 윈도우, macOS  | 빈칸             | X360           | 엑스박스 원 (BC)              | 휴대 전화          | 인피니티 워드                   |
| 2006   | 콜 오브 듀티 3                  | 빈칸           | PS2, Xbox        | X360, PS3, Wii | 엑스박스 원 (BC)              | 빈칸               | 트레이아크                      |
| 2007   | 콜 오브 듀티 4: 모던 워페어     | 윈도우, macOS  | 빈칸             | X360, PS3, Wii | 엑스박스 원, PS4 (Remastered) | NDS                | 인피니티 워드                   |
| 2008   | 콜 오브 듀티: 월드 앳 워        | 윈도우         | 플레이스테이션 2 | X360, PS3, Wii | 엑스박스 원 (BC)              | NDS, 윈도우 모바일 | 트레이아크                      |
| 2009   | 콜 오브 듀티: 모던 워페어 2     | 윈도우, macOS  | 빈칸             | X360, PS3      | 빈칸                          | 빈칸               | 인피니티 워드                   |
| 2010   | 콜 오브 듀티: 블랙 옵스         | 윈도우, macOS  | 빈칸             | X360, PS3, Wii | 엑스박스 원 (BC)              | NDS                | 트레이아크                      |
| 2011   | 콜 오브 듀티: 모던 워페어 3     | 윈도우, macOS  | 빈칸             | X360, PS3, Wii | 빈칸                          | NDS                | 인피니티 워드/슬레지해머 게임스 |
| 2012   | 콜 오브 듀티: 블랙 옵스 II      | 윈도우         | 빈칸             | X360, PS3      | 엑스박스 원 (BC), Wii U       | 빈칸               | 트레이아크                      |
| 2013   | 콜 오브 듀티: 고스트            | 윈도우         | 빈칸             | X360, PS3      | 엑스박스 원, PS4, Wii U       | 빈칸               | 인피니티 워드                   |
| 2014   | 콜 오브 듀티: 어드밴스드 워페어 | 윈도우         | 빈칸             | X360, PS3      | 엑스박스 원, PS4              | 빈칸               | 슬레지해머 게임스               |
| 2015   | 콜 오브 듀티: 블랙 옵스 III     | 윈도우         | 빈칸             | X360, PS3      | 엑스박스 원, PS4              | 빈칸               | 트레이아크                      |
| 2016   | 콜 오브 듀티: 인피니트 워페어   | 윈도우         | 빈칸             | 빈칸           | 엑스박스 원, PS4              | 빈칸               | 인피니티 워드                   |
| 2017   | 콜 오브 듀티: WWII              | 윈도우         | 빈칸             | 빈칸           | 엑스박스 원, PS4              | 빈칸               | 슬레지해머 게임스               |
| 2018   | 콜 오브 듀티: 블랙 옵스 4       | 윈도우(배틀넷) | 빈칸             | 빈칸           | 엑스박스 원, PS4              | 빈칸               | 트레이아크                      |
| 2019   | 콜 오브 듀티: 모던 워페어       | 윈도우(배틀넷) | 빈칸             | 빈칸           | 엑스박스 원, PS4              | 빈칸               | 인피니티 워드                   |
| 2020   | 콜 오브 듀티: 콜드워            | 윈도우(배틀넷) | 빈칸             | 빈칸           | 엑스박스 원, PS4, PS5         | 빈칸               | 비녹스(주)                      |